# Pedro de San José de Bethencourt
Pedro de San José de Bethencourt, in italiano Pietro di San Giuseppe de Betancur (Vilaflor, 21 marzo 1626 – Antigua Guatemala, 25 aprile 1667), fu un religioso spagnolo appartenente al Terz'Ordine francescano, fondatore dei Fratelli di Betlemme (o Betlemiti). È stato proclamato santo da papa Giovanni Paolo II nel 2002. È il primo santo nativo delle Isole Canarie, è anche considerato il primo santo di Guatemala e Centro America per aver svolto il suo lavoro missionario in quelle terre americane. È anche conosciuto come Santo Hermano Pedro (Santo Fratello Pietro) o San Pedro de Vilaflor (San Pietro di Vilaflor).

## Biografia
Nato a Tenerife (Isole Canarie) da una famiglia di origini normanne e antichi aborigeni Guanci.
L'infanzia di Pedro è stata trascorsa nella bellissima campagna di Vilaflor, tranquilla e lontana dal mondo. Era un ragazzo modesto, tranquillo, forse un po' ritirato, ma forte del suo lavoro nei campi. Fin da giovanissimo ebbe una predilezione per le cose di Dio, pregando continuamente, anche quando era nei campi a prendersi cura del gregge di capre del padre.
La famiglia Betancur non aveva soldi, erano di discendenza ma avevano poche risorse. Suo padre aveva terra e capre, che perse per mano di un usuraio, avendo accettato che Pedro, allora dodicenne, entrasse al servizio di tale persona come condizione per recuperarle. Pedro rimase in questa condizione per diversi anni, cosa che svolse con tutta umiltà e fedeltà.
Ci sono alcuni dettagli aneddotici della sua vita a Tenerife, come il suo soggiorno nella famosa grotta che porta il suo nome, situata a El Médano, nel sud dell'isola, che Pedro usava sia come rifugio con il suo bestiame durante l'inverno, sia come luogo di preghiera e anche come nascondiglio per proteggersi dalle incursioni dei pirati, così abbondanti sulle coste canarie in quel momento.
All'età di 23 anni lasciò la sua terra natale, fu missionario nell'America Latina dove vestì l'abito del Terz'Ordine francescano. Nel 1658 fondò a La Antigua, in Guatemala, una confraternita dedita all'assistenza ai poveri ed agli infermi (da cui ebbe poi origine l'Ordine dei fratelli di Betlemme).
Fu il fondatore del primo ospedale per convalescenti e la prima scuola popolare per bambini e adulti in cui, nel quadro dell'America ispanica del diciassettesimo secolo: i bambini potevano frequentare ugualmente e bambini, bianchi, indigeni, neri e meticci. E fu l'iniziatore di un movimento di ospitalità per stranieri, sacerdoti e studenti.
Era descritto come una personalità dotata, con grande facilità di comunicare con tutti i tipi di persone, disciplinato con se stesso e compassionevole con gli altri. Ha usato metodi efficaci e in una certa misura innovativi nell'insegnamento (premi, rinforzi, coplillas, canzoni), introducendo il concetto di convalescenza nel campo della salute.
Il biografo D. Vela gli attribuì i titoli di "dottore in umiltà" e "sapiente in misericordia". Pedro de San José de Bethencourt è conosciuto come il "San Francesco d'Assisi delle Americhe".
È stato anche uno dei principali introduttori di Presepe in America. Tra le altre sfaccettature della sua vita, la sua difesa nell'Immacolata Concezione risale a due secoli prima della dichiarazione di detto dogma, della sua devozione alle anime del Purgatorio e delle sue penitenze.

## Il culto
Papa Clemente XIV lo dichiarò venerabile il 25 luglio del 1771. Venne beatificato il 22 giugno 1980 da papa Giovanni Paolo II nella basilica di San Pietro in Vaticano: lo stesso pontefice lo canonizzò il 30 luglio 2002 in occasione della sua visita apostolica in Guatemala. È il primo santo delle Isole Canarie, è anche considerato il primo santo di Guatemala e Centro America.
Memoria liturgica il 25 aprile, ma nelle Isole Canarie e in Guatemala di solito viene spostato al giorno precedente perché il 25 è la festa di San Marco Evangelista. Il 29 giugno, giorno di San Pietro Apostolo è una festa minore tenutosi a Tenerife dedicata a San Pedro de San José de Bethencourt. Nel sud dell'isola di Tenerife si trova una grotta, dove si ritiene che il santo pascolasse il suo gregge di capre, dalla quale è stato ricavato un santuario in suo onore, meta di pellegrinaggi. La sua tomba si trova nella Chiesa di San Francisco (Antigua Guatemala).